# Liste der Baudenkmäler im Stadtbezirk Münster-Nord
Die Liste der Baudenkmäler im Stadtbezirk Münster-Nord enthält die denkmalgeschützten Bauwerke auf dem Gebiet des Stadtbezirks Münster-Nord in Nordrhein-Westfalen (Stand: 30. Juni 2015). Diese Baudenkmäler sind in der Denkmalliste der Stadt Münster eingetragen; Grundlage für die Aufnahme ist das Denkmalschutzgesetz Nordrhein-Westfalen (DSchG NRW).

## Denkmäler

### Straßen mit A
| Bild           | Bezeichnung                                                                     | Lage                                          | Beschreibung | Bauzeit | Eingetragen seit | Denkmal- nummer |
| -------------- | ------------------------------------------------------------------------------- | --------------------------------------------- | --- | ------- | ---------------- | --------------- |
| weitere Bilder | Fachwerkspeicher                                                                | Sprakel Ächterhoek 11 Karte                   | Fachwerkspeicher | 1840    |                  |                 |
| weitere Bilder | Bildstock                                                                       | Kinderhaus Am Max-Klemens-Kanal 19 Karte      | Bildstock. Inschrift: "Durch deine Wunden sind wir geheilt". | 1857    |                  |                 |
| BW             | Wegekreuz                                                                       | Kinderhaus bei Am Max-Klemens-Kanal 233 Karte | Wegekreuz |         |                  |                 |
| weitere Bilder | Ehemalige Nebengebäude der „Speicherstadt Nord“ (später „Winterbourne-Kaserne“) | Coerde An den Speichern Karte                 | Nahrung und Viehfutter werden im Zweiten Weltkrieg in den neun großen Speichern der sogenannten Speicherstadt gelagert, verarbeitet und von Coerde aus an die Garnisonen in Norddeutschland verteilt. 1938/39 hatte das Heeresversorgungsamt die Speicherstadt errichten lassen, inklusive der Großbäckerei und eines weiteren Verwaltungsbaus. Nach Kriegsende nutzten die Briten für fast 40 Jahre die Gebäude als Winterbourne-Kaserne. Nach dem Entspannungsprozess zwischen Ost und West Anfang der 1990er-Jahre brauchten sie diese 11,5 ha große Anlage nicht mehr, die komplett unter Denkmalschutz gestellt worden war. Die Speicherstadt Nord wurde in ein modernes Archiv-, Büro- und Kommunikationszentrum verwandelt, das unterschiedlichsten Ansprüchen gerecht wird. Dank einheitlicher Materialverwendung und sorgfältiger Detailplanung blieben trotz der so ganz anderen Nutzung der ursprüngliche Charakter und das einheitliche Erscheinungsbild des Denkmal-Komplexes gewahrt. |         |                  |                 |
| BW             | Gebäude - Teil des Denkmal-Komplexes                                            | Coerde An den Speichern 1 Karte               | Gebäude 1 des ehemaligen „Heeresverpflegungshauptamts“ |         |                  |                 |
| weitere Bilder | Gebäude - Teil des Denkmal-Komplexes                                            | Coerde An den Speichern 2 Karte               | Gebäude 2 des ehemaligen „Heeresverpflegungshauptamts“ |         |                  |                 |
| weitere Bilder | Gebäude - Teil des Denkmal-Komplexes                                            | Coerde An den Speichern 4 Karte               | Gebäude 4 des ehemaligen „Heeresverpflegungshauptamts“ |         |                  |                 |
| weitere Bilder | Gebäude - Teil des Denkmal-Komplexes                                            | Coerde An den Speichern 5 Karte               | Gebäude 5 des ehemaligen „Heeresverpflegungshauptamts“ |         |                  |                 |
| weitere Bilder | Gebäude - Teil des Denkmal-Komplexes                                            | Coerde An den Speichern 6 Karte               | Gebäude 6 des ehemaligen „Heeresverpflegungshauptamts“ |         |                  |                 |
| weitere Bilder | Gebäude - Teil des Denkmal-Komplexes                                            | Coerde An den Speichern 7 Karte               | Gebäude 7 des ehemaligen „Heeresverpflegungshauptamts“ |         |                  |                 |
| weitere Bilder | Gebäude - Teil des Denkmal-Komplexes                                            | Coerde An den Speichern 8 Karte               | Gebäude 8 des ehemaligen „Heeresverpflegungshauptamts“ |         |                  |                 |
| weitere Bilder | Gebäude - Teil des Denkmal-Komplexes                                            | Coerde An den Speichern 9 Karte               | Gebäude 9 des ehemaligen „Heeresverpflegungshauptamts“, heute: Information und Technik NRW, Niederlassung Münster |         |                  |                 |
| weitere Bilder | Gebäude - Teil des Denkmal-Komplexes                                            | Coerde An den Speichern 10 Karte              | Gebäude 10 des ehemaligen „Heeresverpflegungshauptamts“, heute Studieninstitut Westfalen-Lippe |         |                  |                 |
| weitere Bilder | Gebäude - Teil des Denkmal-Komplexes                                            | Coerde An den Speichern 11 Karte              | Gebäude 11 des ehemaligen „Heeresverpflegungshauptamts“ |         |                  |                 |
| weitere Bilder | Gebäude - Teil des Denkmal-Komplexes                                            | Coerde An den Speichern 12 Karte              | Gebäude 12 des ehemaligen „Heeresverpflegungshauptamts“ |         |                  |                 |
| weitere Bilder | Gebäude - Teil des Denkmal-Komplexes                                            | Coerde An den Speichern 13 Karte              | Gebäude 13 des ehemaligen „Heeresverpflegungshauptamts“ |         |                  |                 |
| weitere Bilder | Gebäude - Teil des Denkmal-Komplexes                                            | Coerde An den Speichern 14 Karte              | Gebäude 14 des ehemaligen „Heeresverpflegungshauptamts“ |         |                  |                 |
| BW             | Wegekreuz                                                                       | Sprakel An der Schlüppe 221 Karte             | Wegekreuz | 1820    |                  |                 |
| weitere Bilder | Hof Ashölter                                                                    | Sprakel Ashölterweg 62 Karte                  | Hof, Brennerei |         |                  |                 |
| weitere Bilder | Wegekreuz                                                                       | Sprakel Ashölterweg 120 Karte                 | Wegekreuz |         |                  |                 |

### Straßen mit B
| Bild           | Bezeichnung            | Lage                             | Beschreibung | Bauzeit | Eingetragen seit | Denkmal- nummer |
| -------------- | ---------------------- | -------------------------------- | --- | ------- | ---------------- | --------------- |
| weitere Bilder | Ehemalige Markuskirche | Kinderhaus Borkumweg 6 Karte     | Heimat der evangelischen Gemeinde Kinderhaus, bevor sie in die neue Markuskirche am Idenbrockplatz zog. | 1955    |                  |                 |
| Villa Roberg   | Villa Roberg           | Kinderhaus Brüningheide 90 Karte | 1921 als Villa im Kolonialstil erbaut. Bauherr Eduard Schulte (Stockum) war in die USA ausgewandert und ließ sich diese Villa als Zweitwohnsitz errichten. Entworfen vom bekannten Münsteraner Architekten Johannes Nellissen. Ging 1926 an den Gutsbesitzer Julius Roberg, dessen Familie dort bis 1980 wohnte und der Villa ihren Namen gab. 1987 unter Denkmalschutz gestellt. | 1921    | 1987             |                 |

### Straßen mit C
| Bild           | Bezeichnung                  | Lage                            | Beschreibung | Bauzeit   | Eingetragen seit | Denkmal- nummer |
| -------------- | ---------------------------- | ------------------------------- | --- | --------- | ---------------- | --------------- |
| weitere Bilder | Haus Messing                 | Coerde Coerder Liekweg 81 Karte | Wohnhaus | 1909      |                  |                 |
| weitere Bilder | Bildstock                    | Coerde Coerder Liekweg 81 Karte | Bildstock. Inschrift: Zieh Wandrer nicht achtlos vorüber, dem göttl. Herzen widme Gruß u. Lieder. Heilichstes Herz Jesu erbarme dich unser! | 1920      |                  |                 |
| weitere Bilder | Haus Coerde                  | Coerde Coermühle 50 Karte       | Herrenhaus 1860, Ökonomiegebäude (ca. 1860)                                                                                                 | 1860      |                  |                 |
| weitere Bilder | Bildstock                    | Coerde Coermühle 65 Karte       | Bildstock | 18. Jh.   |                  |                 |
| weitere Bilder | Kötterhaus                   | Coerde Coermühle 70 Karte       | Ehemaliges Kötterhaus | 1880/1890 |                  |                 |
| weitere Bilder | Rieselfeldhof oder Heidekrug | Coerde Coermühle 100 Karte      | Hofanlage |           |                  |                 |

### Straßen mit D
| Bild           | Bezeichnung           | Lage                                 | Beschreibung                                               | Bauzeit | Eingetragen seit | Denkmal- nummer |
| -------------- | --------------------- | ------------------------------------ | ---------------------------------------------------------- | ------- | ---------------- | --------------- |
| weitere Bilder | Hof Schulze-Dieckhoff | Kinderhaus Dieckhoffweg 60 Karte     | Bauernhaus (1848), Speicher (1894), Wirtschaftsteil (1895) | ab 1848 |                  |                 |
| weitere Bilder | Wegekapelle           | Kinderhaus Dieckhoffweg 60/58 Karte  | Wegekapelle mit Marienfigur (18. Jahrhundert)              |         |                  |                 |
| weitere Bilder | Doppelbildstock       | Kinderhaus bei Dieckhoffweg 60 Karte | Doppelbildstock um 1800/1897                               |         |                  |                 |

### Straßen mit G
| Bild           | Bezeichnung         | Lage                                 | Beschreibung                                                          | Bauzeit | Eingetragen seit | Denkmal- nummer |
| -------------- | ------------------- | ------------------------------------ | --------------------------------------------------------------------- | ------- | ---------------- | --------------- |
| weitere Bilder | Ehemaliges Grünhaus | Kinderhaus Grevener Straße 403 Karte | Ehemaliges Grünhaus                                                   |         |                  |                 |
| weitere Bilder | Wohnhaus Heuveldop  | Kinderhaus Große Wiese 19 Karte      | Wohnhaus entworfen von den Architekten Max von Hausen und Ortwin Rave | 1958    |                  |                 |

### Straßen mit I
| Bild           | Bezeichnung | Lage                       | Beschreibung | Bauzeit | Eingetragen seit | Denkmal- nummer |
| -------------- | ----------- | -------------------------- | ------------ | ------- | ---------------- | --------------- |
| weitere Bilder | Speicher    | Sprakel Im Aatal 146 Karte | Speicher     |         |                  |                 |

### Straßen mit K
| Bild                   | Bezeichnung            | Lage                                       | Beschreibung                                                                                                | Bauzeit       | Eingetragen seit | Denkmal- nummer |
| ---------------------- | ---------------------- | ------------------------------------------ | --- | ------------- | ---------------- | --------------- |
| BW                     | Einraumbunker          | Coerde Kiesekampweg Karte                  | Einraumbunker                                                                                               |               |                  |                 |
| weitere Bilder         | St.-Josef-Kirche       | Kinderhaus Kinderhaus 14 Karte             | In Teilen aus dem 14. Jahrhundert, rechtes Kirchenschiff 1449, heutiger Turm und ein Chorraum 1672 angebaut | ab 14. Jh.    |                  | Wikidata        |
| St.-Lazarus-Kapellchen | St.-Lazarus-Kapellchen | Kinderhaus Kinderhaus 14 Karte             | Kapelle |               |                  |                 |
| weitere Bilder         | Leprosenhospital       | Kinderhaus Kinderhaus 15 Karte             | Leprosenhospital mit Mauer                                                                                  |               |                  |                 |
| Pfarrhaus Kinderhaus   | Pfarrhaus Kinderhaus   | Kinderhaus Kristiansandstraße 70 Karte     | Pastoratsgebäude (1911/12), Fachwerkgebäude und Gräfte                                                      | ab 1911       |                  |                 |
| Bildstock              | Bildstock              | Kinderhaus Kristiansandstraße 70 Karte     | Bildstock                                                                                                   | 17. Jh.       |                  |                 |
| Bildstock              | Bildstock              | Kinderhaus bei Kristiansandstraße 70 Karte | Bildstock                                                                                                   | Mitte 18. Jh. |                  |                 |

### Straßen mit P
| Bild                           | Bezeichnung                    | Lage                            | Beschreibung                        | Bauzeit | Eingetragen seit | Denkmal- nummer |
| ------------------------------ | ------------------------------ | ------------------------------- | ----------------------------------- | ------- | ---------------- | --------------- |
| Friedhof Kinderhaus, Toranlage | Friedhof Kinderhaus, Toranlage | Kinderhaus Pastorsesch 29 Karte | Toranlage                           |         |                  |                 |
| Grabkapelle Zimmermann         | Grabkapelle Zimmermann         | Kinderhaus Pastorsesch 29       | Grabkapelle                         |         |                  |                 |
| Grabstein Bispinck             | Grabstein Bispinck             | Kinderhaus Pastorsesch 29       | Grabstein                           |         |                  |                 |
| Grabstein Oertker              | Grabstein Oertker              | Kinderhaus Pastorsesch 29       | Grabstein                           |         |                  |                 |
| Grabstein Schulze Gassel       | Grabstein Schulze Gassel       | Kinderhaus Pastorsesch 29       | Grabstein                           |         |                  |                 |
| Hochkreuz                      | Hochkreuz                      | Kinderhaus Pastorsesch 29       | Hochkreuz                           |         |                  |                 |
| Kreuzwegstation 1              | Kreuzwegstation 1              | Kinderhaus Pastorsesch 29       | Grabstein Familie Schulze Brüning   |         |                  |                 |
| Kreuzwegstation 2              | Kreuzwegstation 2              | Pastorsesch 29                  | Grabstein Familie Schulze Dieckhoff |         |                  |                 |
| Kreuzwegstation 3              | Kreuzwegstation 3              | Kinderhaus Pastorsesch 29       | Grabstein Familie Harbert           |         |                  |                 |
| Kreuzwegstation 4              | Kreuzwegstation 4              | Kinderhaus Pastorsesch 29       | Grabstein Familie Eller             |         |                  |                 |
| Kreuzwegstation 5              | Kreuzwegstation 5              | Kinderhaus Pastorsesch 29B      | Grabstein Familie Teschlade         |         |                  |                 |
| Kreuzwegstation 6              | Kreuzwegstation 6              | Kinderhaus Pastorsesch 29       | Grabstein Familie Moldrickx         |         | Bildstock        |                 |
| Kreuzwegstation 7              | Kreuzwegstation 7              | Kinderhaus Pastorsesch 29       | Grabstein Familie Eimermacher       |         |                  |                 |
| Kreuzwegstation 8              | Kreuzwegstation 8              | Kinderhaus Pastorsesch 29       | Grabstein Familie von Rhemen        |         |                  |                 |
| Kreuzwegstation 9              | Kreuzwegstation 9              | Kinderhaus Pastorsesch 29       | Grabstein Familie Horn-Jolk         |         |                  |                 |
| Kreuzwegstation 10             | Kreuzwegstation 10             | Kinderhaus Pastorsesch 29       | Grabstein Familie Weber-Dahlmann    |         |                  |                 |
| Kreuzwegstation 11             | Kreuzwegstation 11             | Kinderhaus Pastorsesch 29       | Grabstein Familie Weber-Dahlmann    |         |                  |                 |
| Kreuzwegstation 12             | Kreuzwegstation 12             | Kinderhaus Pastorsesch 29       | Grabstein Familie Ahlert            |         |                  |                 |
| Kreuzwegstation 13             | Kreuzwegstation 13             | Kinderhaus Pastorsesch 29       | Grabstein Familie Pohlmann-Strewick |         |                  |                 |
| Kreuzwegstation 14             | Kreuzwegstation 14             | Kinderhaus Pastorsesch 29       | Grabstein Familie Welling           |         |                  |                 |
| Sieben Schmerzen Mariens (1)   | Sieben Schmerzen Mariens (1)   | Kinderhaus Pastorsesch 29       | Grabstein Familie Holtmann          |         |                  |                 |
| Sieben Schmerzen Mariens (2)   | Sieben Schmerzen Mariens (2)   | Kinderhaus Pastorsesch 29       | Grabstein Familie Greiwing          |         |                  |                 |
| Sieben Schmerzen Mariens (3)   | Sieben Schmerzen Mariens (3)   | Kinderhaus Pastorsesch 29       | Grabstein Familie Große Kleimann    |         |                  |                 |
| Sieben Schmerzen Mariens (4)   | Sieben Schmerzen Mariens (4)   | Kinderhaus Pastorsesch 29       | Grabstein Familie Optenhövel        |         |                  |                 |
| Sieben Schmerzen Mariens (5)   | Sieben Schmerzen Mariens (5)   | Kinderhaus Pastorsesch 29       | Grabstein Familie Mertens           |         |                  |                 |
| Sieben Schmerzen Mariens (6)   | Sieben Schmerzen Mariens (6)   | Kinderhaus Pastorsesch 29       | Grabstein Familie Frede-Berning     |         |                  |                 |
| Sieben Schmerzen Mariens (7)   | Sieben Schmerzen Mariens (7)   | Kinderhaus Pastorsesch 29       | Grabstein Stiftung Kinderhaus       |         |                  |                 |

### Straßen mit R
| Bild | Bezeichnung             | Lage                                    | Beschreibung            | Bauzeit | Eingetragen seit | Denkmal- nummer |
| ---- | ----------------------- | --------------------------------------- | ----------------------- | ------- | ---------------- | --------------- |
| BW   | Kanalstreckenwärterhaus | Coerde, Münster-Nord Rügenufer 80 Karte | Kanalstreckenwärterhaus | um 1898 |                  |                 |

### Straßen mit S
| Bild           | Bezeichnung                      | Lage                                          | Beschreibung                                                                                           | Bauzeit  | Eingetragen seit | Denkmal- nummer |
| -------------- | -------------------------------- | --------------------------------------------- | --- | -------- | ---------------- | --------------- |
| BW             | Bildstock                        | Sandrup, Nord Sandruper Straße 116 Karte      | Bildstock                                                                                              | ca. 1879 |                  |                 |
| BW             | Barocke Figurengruppe St. Martin | Sprakel, Nord Sprakeler Straße 299 Karte      | Barocke Figurengruppe                                                                                  |          |                  |                 |
| weitere Bilder | Hofanlage                        | Sprakel, Nord Sprakelweg 45 Karte             | Hofanlage                                                                                              |          |                  |                 |
| weitere Bilder | Schloss Wilkinghege              | Kinderhaus, Nord Steinfurter Straße 374 Karte | Herrenhaus (1570, 1720, 1958), Kapelle (1889), Maria mit Kind, Gräfte, männliche Figur, Vorburgpfeiler | ab 1570  |                  |                 |

### Straßen mit W
| Bild           | Bezeichnung | Lage                             | Beschreibung | Bauzeit | Eingetragen seit | Denkmal- nummer |
| -------------- | ----------- | -------------------------------- | ------------ | ------- | ---------------- | --------------- |
| weitere Bilder | Bauernhaus  | Sprakel Wiethoelterdamm 66 Karte | Bauernhaus   | 1916    |                  |                 |